# Pallars grófság
Pallars grófság a történelmi Marca Hispanica frank tartomány egyik grófsága volt Katalóniában, Ribagorça és Urgell grófságok között. Területe nagyjából azonos volt a mostani Pallars természetföldrajzi tájegységével Katalónia Lleida tartományának Pallars Sobirà (azaz Felső Pallars) és Pallars Jussà (Alsó Pallars) járásaiban.
Fővárosa Sort volt a mai Felső Pallarsban.
Területének zöme hegyvidék. A Pireneusok és előhegyei egy kisebb medencét ölelnek körül. A medencét és egyúttal a grófságot is délen a Montsec hátság határolja. A grófságról, illetve tájegységről kapta nevét a Noguera Pallaresa folyó.

## Történelme

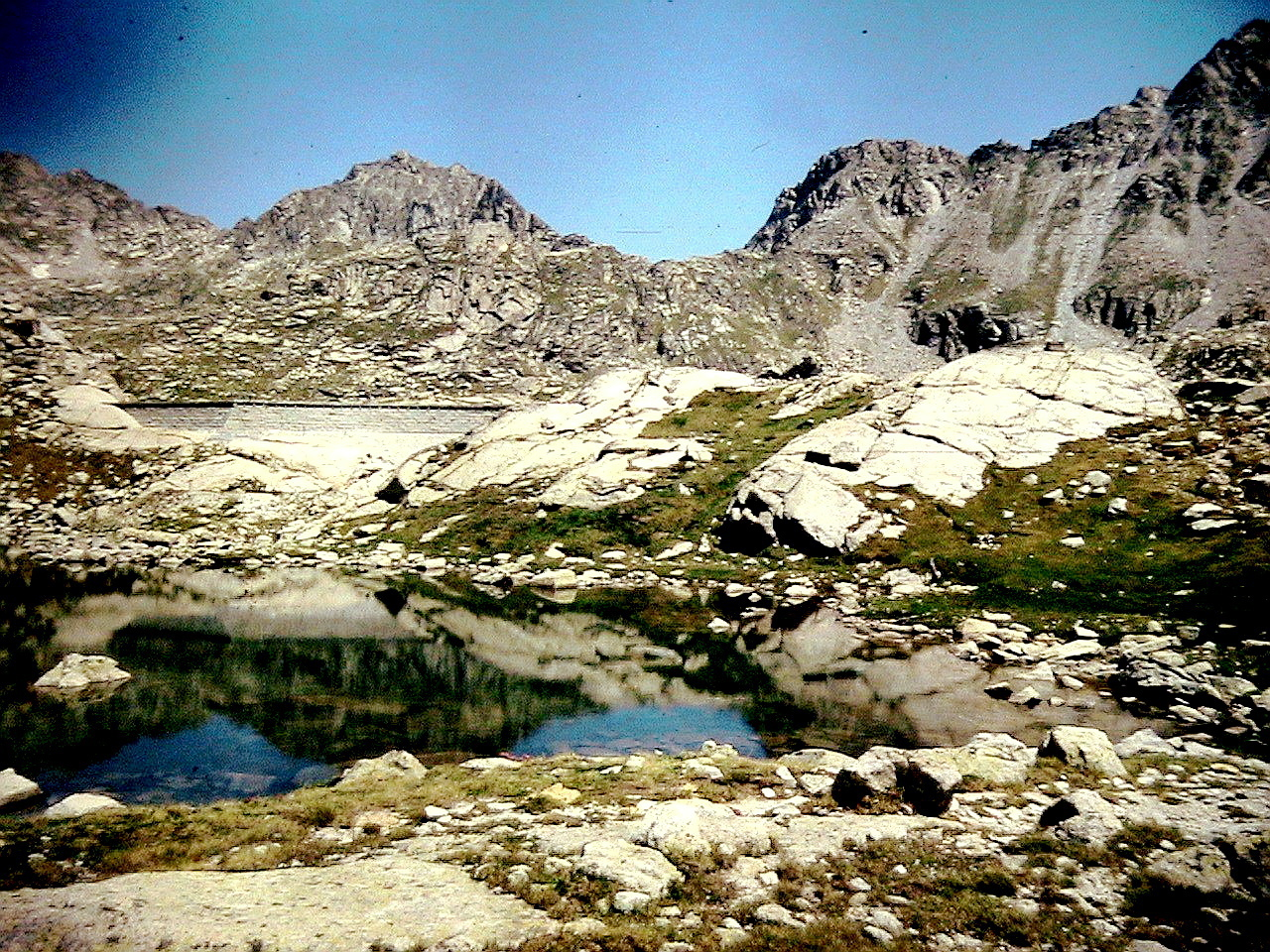
Az Estany de Mar tengerszem Pallars Jussàban. A háttérben a Tuc de Saburó csúcs, jobboldalt a Pic de Mainera

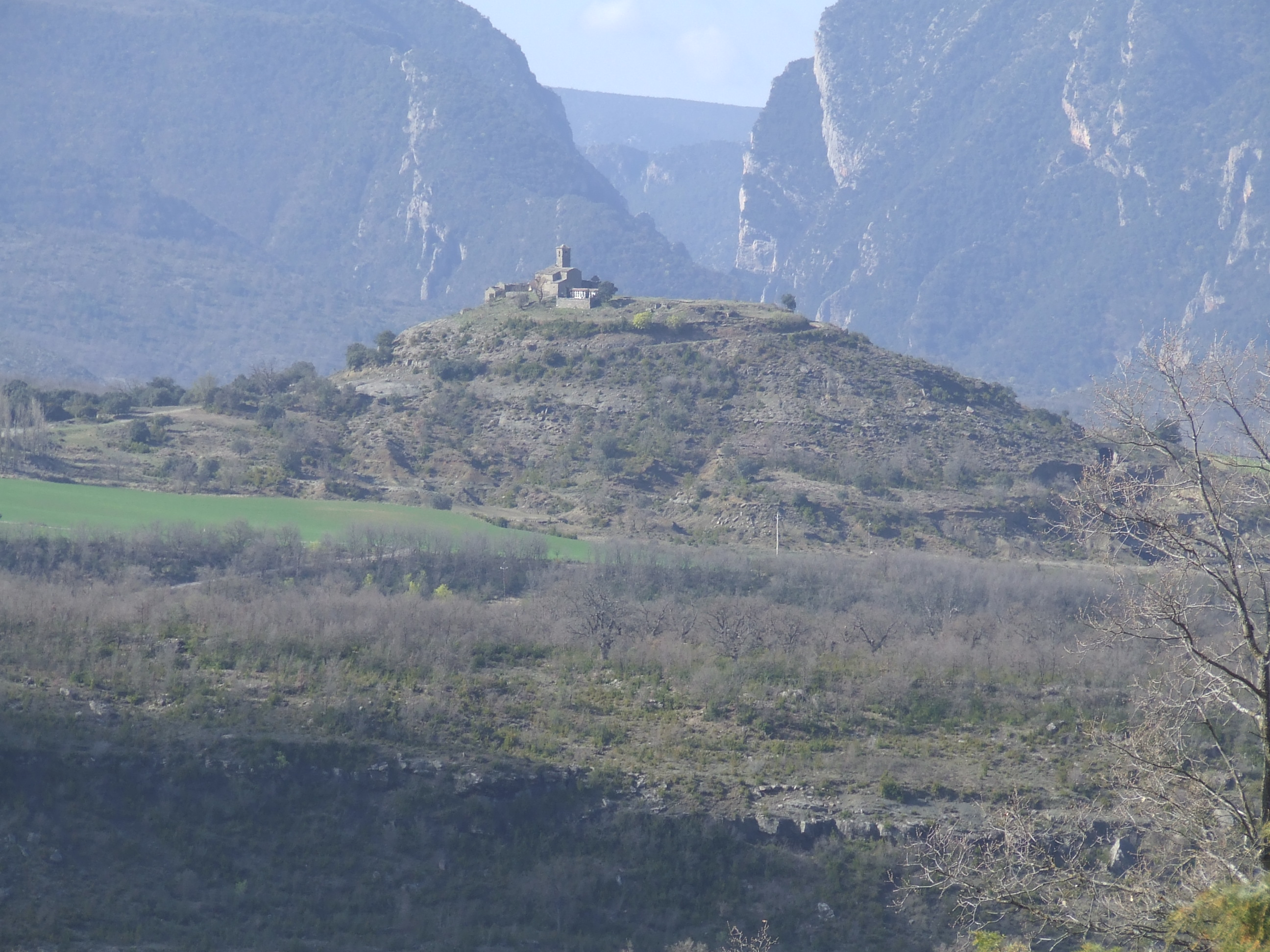
Castissent vára Pallars Jussà járásban

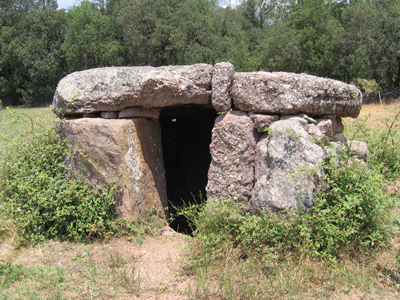
A Mosquera Peramea dolmen Pallars Sobirà járásban

A grófság elődét — akárcsak a hegység szomszédos grófságainak előképeit — valószínűleg már a vizigótok megszervezték, a mórok pedig 716 (a Pireneusok elfoglalása) után többé-kevésbé formálisan emírséggé alakították át. I. (Nagy) Odo akvitán herceg 721 után visszafoglalta és a baszk hercegséghez csatolta. Ezen folyamatok együttes hatására lakossága meglehetősen kevertté vált: baszkok, vizigótok és hispanorómaiak laktak itt együtt. Pallars lett a baszkok lakta terület délkeleti csücske.

### Kialakulása

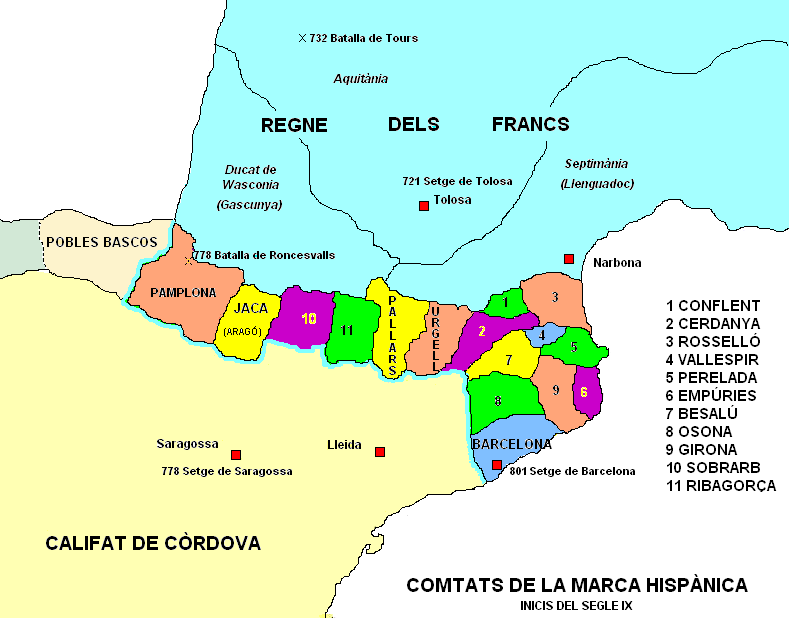
Marca Hispanica grófságai a 9. század elején

Abd al-Rahman ibn Abd Allah (a frank krónikákban:  al-Gafiqi) kormányzó 732-es hadjárata után a területen bő negyed századig (Kis Pipin 752–761-es hadjáratáig) viszonylagos béke volt. Pipin 759-ben elfoglalta Narbonne-t, majd Roussillont, és ezzel a mórok elveszítették a Pireneusoktól északra meghódított területeiket. A Pireneusok hegylánca vált Andalusz és a Frank Birodalom határvidékévé.
778-ban Nagy Károly az I. Abd ar-Rahman córdobai emír ellen lázadó emírek hívására átkelt a hegyvidéken, de vereséget szenvedett, és kénytelen volt visszavonulni. A mórok gyorsan visszafoglalták az általa átmenetileg megszállt területek többségét, így Pallarsot is.

### A Frank Birodalom része
A baszkokkal meglehetősen ellenséges Chorso toulouse-i gróf (vagy már herceg) 781-ben grófságába kebelezte Pallarsot és Ribagorçát. II. Lupus baszk herceg Adalrik (Odalric) nevű fia azonban 787-ben vagy 789-ben elfogta Chorsót, és olyan megegyezést erőszakolt ki Nagy Károllyal, amelynek értelmében Károly leváltotta Chorsót tisztségéből, és helyére a királyi család egy Vilmos nevű tagját nevezte ki — a kiváló politikus és katona későbbi tettei miatt szent Vilmos néven vált ismertté. A toulouse-i grófság (tehát Akvitánia) területéből kivették a vitatott grófságokat, de nem adták vissza őket a baszkoknak, hanem a 795-ben megalapított Marca Hispanica részévé tették. Pallars lett Marca Hispanica legkeletibb, baszkok lakta grófsága.
833-ban I. Galíndo Aznárez, aki akkoriban a közösen kezelt Cerdanya, Conflent és Urgell grófja volt, kihasználta, hogy Lothár felkelése meggyengítette a birodalmat, és addigi birtokai mellé elhódította Ribagorzát és Pallarsot is. Erre reagálva  Jámbor Lajos azonmód elvette tőle birtokait, és azokat Sunifrednek (Sunyer), I. Oliba carcassonne-i gróf öccsének adta, akit egyúttal a két elbitorolt grófság visszafoglalásával is megbízott. Ez valószínűleg 838-ban sikerült a Septimaniai Bernát által szervezett partizánok támogatásával (de az is lehet, hogy csak 844-ben szerezte vissza őket Frédelon toulouse-i gróf). A két grófság átmenetileg Toulouse grófjainak birtokába került.
Az alapvetően baszk, kisebbrészt gall lakosság továbbra is lázadozott a toulouse-i grófok és ezzel a Frank Birodalom fennhatósága ellen, ezért a grófok vikomtokra bízták Ribagorça vezetését, Pallarsba pedig egy alacsonyabb rangú hivatalnokot ültettek. 872-ben Plantapilosa Bernát csatlósai (fideles) meggyilkolták II. Bernát toulouse-i grófot, és Plantapilosát idővel Kopasz Károly király is elismerte birtokában. Pallars és Ribagorça megragadta az alkalmat, hogy függetlenedhessenek Toulouse-tól. Egy Rajmund nevű, valószínűleg baszk kisnemes (valószínűleg Lupus bigorre-i gróf fia) a Pireneusok gerincétől délre eső területek grófjává kiáltotta ki magát: ő lett Pallars és Ribagorça első grófja. Pallars és Ribagorça elvesztése volt az első lépés azon az úton, amely Katalónia és Frankföld kapcsolatainak meggyengüléséhez vezetett.

### A független grófság
I. Rajmund radikálisan szakított elődeinek politikájával, amennyiben békére és szövetségre törekedett a szomszédos mór területek, tehát Huesca és Zaragoza, valamint Banu Qasi emírjeivel. Törekvései nem vezettek eredményre, részt kellett vennie a reconquista küzdelmeiben. Uralma alatt jelentősen megerősítették   a két grófság erődítései — így Leovalles, Castellous és Lemignano — védműveit. A függetlenség de facto kikiáltását azzal is megerősítette, hogy új püspökséget alapított Pallarsban, és ezzel döntő befolyást szerzett a helyi egyházban. Szövetségre lépett a Pamplonát uraló Jimeno-házzal, (II. Íñigo pamplonai királlyal, ami jelentősen hozzásegítette ahhoz, hogy meg tudja tartani pozícióját.
907-ben Huesca emírje elfoglalta Ribagorça nagy részét; I. Rajmund alapvetően Pallars birtokába szorult vissza. Rajmund 920-ban halt meg. Addigra valószínűleg sikerült visszaszereznie Ribagorçát, legalábbis erre következtethetünk abból, hogy Ribagorçát a két idősebb fia, Pallarsot pedig a két fiatalabb örökölte. Isarn and Lope I of Pallars.

### A grófság a 10. században
A grófságot a 10. században mindvégig közösen kormányozta két-három testvér. A grófok előszeretettel házasodtak a Barcelonai grófságot vezető Bellonids-ház leányaival, szoros dinasztikus (és kereskedelmi) kapcsolatot építve ki Barcelona grófjaival. A század második felében Pallars grófjai annak jeleként, hogy nem ismernek el maguk felett semmilyen felsőbbséget, elkezdték magukat őrgrófoknak (marchio) nevezni. A 11. század elején azonban a grófság fokozatosan elvesztette függetlenségét, és Urgell, Barcelona és Aragónia befolyása alá került. A közös grófság sajátos intézménye I. Suñer halálával szűnt meg. Ekkor a területet felosztották, és Alsó Pallars grófságot (Pallars Jussà, Segur fővárossal) III. Rajmund, Felső Pallars grófságot (Pallars Sobirà) pedig II. Vilmos örökölte.

### Pallars grófjainak listája

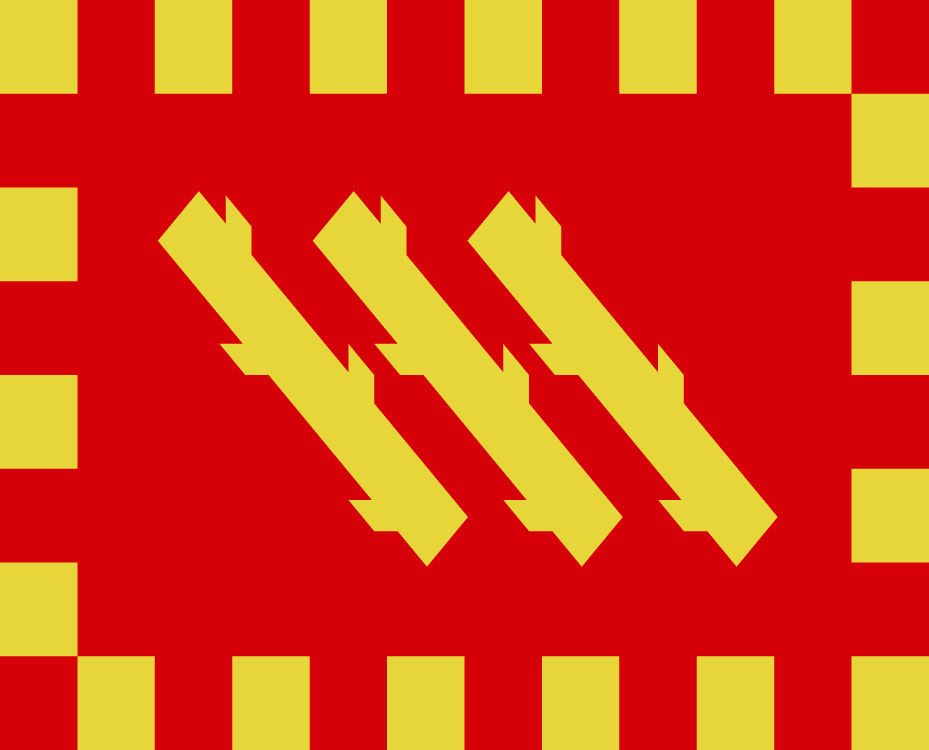
Felső Pallars zászlaja

Alsó Pallars zászlaja

- I. Rajmund (872–920), valószínűleg Lupus bigorre-i gróf fia.
- I. Lupus (920–947)
- Isarn (920–948)
- II. Rajmund (948–992)
- I. Borrell (948–995)
- I. Ermengol (992–1010)
- I. Suñer (995–1011)

### A grófság felosztása után
A két, egymással sokat civakodó grófság csak azért őrizhette meg egy ideig függetlenségét, mert a nehezen járható hegyi terepet egyik környező hatalom se ítélte elég értékesnek. Végül 1192-ben Aragónia kebelezte be őket.

### A jelenlegi közigazgatás kialakulása
1936-ban osztották fel az egykori grófság területét Alsó- és Felső Pallarsra úgy, hogy előbbi magában foglalta az egykori Ribagorça grófság Lleida tartományhoz került területeit is. Ezeket 1990-ben leválasztották, és Alta Ribagorça néven új járássá alakították.

## Fordítás
- Ez a szócikk részben vagy egészben  a   County of Pallars című angol Wikipédia-szócikk ezen változatának fordításán alapul.  Az eredeti cikk szerkesztőit annak laptörténete sorolja fel. Ez a jelzés csupán a megfogalmazás eredetét és a szerzői jogokat jelzi, nem szolgál a cikkben szereplő információk forrásmegjelöléseként.
- Ez a szócikk részben vagy egészben  a   Pallars című angol Wikipédia-szócikk ezen változatának fordításán alapul.  Az eredeti cikk szerkesztőit annak laptörténete sorolja fel. Ez a jelzés csupán a megfogalmazás eredetét és a szerzői jogokat jelzi, nem szolgál a cikkben szereplő információk forrásmegjelöléseként.